# Peritecio

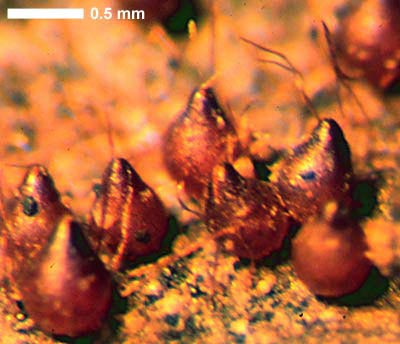
Peritecios de Nectria.

Se denomina peritecio a una estructura (ascocarpo) con forma esférica o de botella propia de varios organismos pertenecientes a la división Ascomycota, y en cuyo interior se producen las ascas. Si la forma es de botella, expulsará las ascosporas a través del cuello; sí el peritecio es esférico, las liberará al romperse durante la madurez.